# Distretto di Peqin
Il distretto di Peqin (in albanese: Rrethi i Peqinit) era uno dei 36 distretti amministrativi dell'Albania.
La riforma amministrativa del 2015 ha ricompreso il territorio dell'ex distretto nel comune di Peqin, accorpando a questo 5 comuni.

## Geografia antropica

### Suddivisioni amministrative
Il distretto comprendeva un comune urbano e 5 comuni rurali.

#### Comuni urbani
- Peqin

#### Comuni rurali
- Gjocaj
- Karinë
- Pajovë
- Përparim
- Shezë